# 김재성 (1955년)
김재성(1955년 10월 26일~ )은 대한민국의 개신교 목사이며 대학 교수이다. 국제신학대학원대학교의 부총장, 한국개혁신학회 회장을 역임하였다. 칼빈 연구에 여러 작품들이 있다. 종교개혁500주년기념 공동학술대회 공동준비위원장이었다.

## 학력
- 총신대학교 신학과 학사(1978년 - B. A.)
- 합동신대원 신학석사(M. Div.)
- 서울대 대학원 교육학 석사(M. A.)
- 미국 캘빈 신학대학원 신학석사(Th. M.)
- 미국 웨스트민스터 신학대학원 신학박사(Ph. D.)

## 저서
- 『칼빈과 개혁신학의 기초』합동신학대학원, 1997
- 『칼빈의 삶과 종교개혁』이레서원, 2001
- 『성령의 신학자, 요한 칼빈』생명의 말씀사, 2005
- 『개혁신학의 광맥』이레서원, 2001
- 『개혁신학의 정수』이레서원, 2003
- 『개혁신학의 전망』이레서원, 2004
- 『인간의 좌표』하나, 2000
- 『기독교신학 어떻게 세워야 하나?』합동신학대학원, 2004
- 『한국교회는 어디로?』대영사, 2008
- 『교회를 허무는 두 대적』킹덤북스, 20*11
- 『Happy Birthday, 칼빈』킹덤북스, 2012
- 『개혁주의 성령론』기독교문서선교회, 2012
- 『무디, 오 놀라운 복음 전도자』킹덤북스, 2013
- 『칼빈 읽기』세계사상가 씨리즈, 세창출판사, 2014
- 『구원의 길, 기독교 구원론의 구조와 핵심진리』킹덤북스, 2014

## 같이 보기
- 한국의 신학자 목록